# ده چل دلی‌تا
ده چل دلی‌تا، روستایی از توابع بخش لوداب شهرستان بویراحمد در استان کهگیلویه و بویراحمد ایران است.

## جمعیت
این روستا در دهستان لوداب قرار دارد و براساس سرشماری مرکز آمار ایران در سال ۱۳۸۵، جمعیت آن ۵۵ نفر (۹خانوار) بوده‌است.